# Río Chico del Norte
Le río Chico del Norte est une rivière de Patagonie argentine. C'est un affluent en rive gauche du río Chubut dans son cours supérieur. Il coule dans les provinces de Río Negro - dans laquelle il a sa source - et de Chubut, en Patagonie argentine. 

## Géographie
La rivière naît de la confluence de deux ruisseaux (arroyos Las Bayas et Verde) dans le département de Pilcaniyeu, en province de Río Negro issus du massif montagneux de las Bayas. Son cours s'oriente dès lors vers le sud et reçoit les eaux du río Chenqueniyen, à l'est de Chenqueniyen,dans le département de Ñorquincó de la province de Río Negro. 
Il reçoit par après les eaux d'autres petits ruisseaux et torrents dont le Seco et le Fita. Il traverse la localité de Río Chico en un lieu appelé La pasada de Carrillo,.
Après être entré dans la province de Chubut, il reçoit les eaux de quelques torrents intermittents comme le Chacal Huarruca, ses principaux affluents étant les ruisseaux Capilla, Pantanoso, Chico, Verdeet et Malacara. 
La rivière coule dans de profondes vallées dans la région préandine, pour ensuite s'élargir avant d'atteindre son embouchure.